# معادلات لوی–مایزز
معادلات لوی-مایزز (به انگلیسی: Levy-Mises equations) یا قوانین شارش (به انگلیسی: Flow rules) ارتباط بین تنش و کرنش را برای یک جامد پلاستیک ایده‌آل بیان می‌کنند که در آنها کرنش‌های الاستیک قابل چشم‌پوشی است.
حالت کلی این معادلات به صورت زیر بیان می‌شود:

{\displaystyle {\frac {\mathbf {d} \varepsilon _{1}}{\sigma '_{1}}}={\frac {\mathbf {d} \varepsilon _{2}}{\sigma '_{2}}}={\frac {\mathbf {d} \varepsilon _{3}}{\sigma '_{3}}}=\mathbf {d} \lambda }